# Estratotipo
Um estratotipo é um termo geológico que nomeia a localização física ou o afloramento de uma determinada exposição de referência de uma seqüência estratigráfica ou limite estratigráfico. Se a unidade estratigráfica estiver em camadas, ela é chamada de estratótipo, enquanto o padrão de referência para rochas não-revestidas é a localização do tipo.